# Jolene Marie Cholock Rotinsulu
Jolene Marie Cholock-Rotinsulu (Santa Ana, Califórnia, Estados Unidos, 15 de maio de 1996) é uma atriz, modelo, personalidade da TV,  escritora, estilista e maquiadora indonésio-americana. Jolene Marie representou as Indonesia no Miss Beleza Internacional 2019, Ela estava apontando para o segundo em seu país usar esta coroa.

## Vida pessoal
O pai (Roy Gustaaf Rotinsulu) de Jolene Marie era indonésio e sua mãe (Allery Lee Cholock) é americana. Ela nasceu em Santa Ana, Santa Ana (Califórnia), na Estados Unidos, se mudou para as Indonesia com 11 anos, após o divórcio de seus pais, e tem dupla nacionalidade: Estado e indonesia. Ela tem uma meia irmã mais nova. Ela terminou o ensino secundário Trans Corp Distance Learning School, em Jacarta e estudou Artes no Academy of Art University em San Francisco, na Califórnia.

## Participação em concursos de beleza

### Puteri Indonesia
Jolene Marie Já esteve na Miss Indonésia (Puteri Indonesia) duas vezes. Em 2018 foi o segundo finalista e em 2019 ganhou. Em setembro de 2019, Jolene Marie voltou ao Estados Unidos e Indonesia para cumprir agenda, visitando algumas cidades do país. Até setembro, ela havia viajado para a Estados Unidos, Filipinas, Cingapura, Japão e Malásia para cumprir agenda como Miss Internacional Indonesia 2019.

### Miss Beleza Internacional 2019
Jolene Marie representou as Indonesia no Miss Beleza Internacional 2019, realizado em 12 de novembro de 2019, em Tóquio, Japão, competiram juntos contra outros 86 concorrentes e competiram pela coroa.

### Notícias recentes
Jolene Marie é citada frequentemente por toda imprensa indonesia.